# Gotham Central
Gotham Central – amerykańska seria komiksowa stworzona przez scenarzystów: Grega Ruckę i Eda Brubakera oraz rysownika Michaela Larka, publikowana przez DC Comics jako miesięcznik od grudnia 2002 do kwietnia 2006 roku. Ukazała się po polsku od 2016 do 2017 roku nakładem Egmont Polska w formie czterech tomów zbiorczych. Tłumaczenie wykonał Jacek Drewnowski.

## Fabuła
Seria opowiada o policjantach z Gotham City, rodzinnego miasta Batmana, i ukazuje ich codzienne zmagania zarówno ze zwykłymi przestępcami, jak i szaleńcami, których zwalcza też Mroczny Rycerz. W tle toczy się prywatne życie oficerów pełne codziennych problemów.

## Tomy zbiorcze
| Tytuł polski i rok wydania                      | Tytuł oryginalny i rok wydania                      | Zawartość romu        |
| ----------------------------------------------- | --------------------------------------------------- | --------------------- |
| Gotham Central Tom 1: Na służbie (2016)         | Gotham Central Book One: In the Line of Duty (2011) | Gotham Central #1–10  |
| Gotham Central Tom 2: Klauni i szaleńcy (2016)  | Gotham Central Book Two: Jokers and Madmen (2011)   | Gotham Central #11–22 |
| Gotham Central Tom 3: W obłąkanym rytmie (2017) | Gotham Central Book Three: On the Freak Beat (2011) | Gotham Central #23–31 |
| Gotham Central Tom 4: Corrigan (2017)           | Gotham Central Book Four: Corrigan (2011)           | Gotham Central #32–40 |

## Nagrody
- Nagroda Eisnera w 2004 roku dla najlepszej historii fabularnej w odcinkach (za Gotham Central #6–10)
- Nagroda Harveya w 2004 roku dla najlepszej historii fabularnej (za Gotham Central #6–10)
- Gaylactic Spectrum Award w 2004 roku (za Gotham Central #6–10)